# Pavel z Moravy
Pavel z Moravy OFM (? – 1491, Brno), též zvaný Bosák, byl český františkán, opakovaně jmenovaný vikář české františkánské provincie, apoštolský kazatel, „muž oblíbený u lidu, církevních hodnostářů i šlechty, znamenitý učenec, jenž podnikal s bludaři náboženské hádky, v nichž vždy býval vítězem.“
Honosil se titulem mistra teologie z univerzity v Paříži a před svým vstupem do řádu působil jako magister scholasticus při katedrálním kostele sv. Václava v Olomouci. Pod vlivem Kapistrána a jeho italských druhů se stal františkanem‑observantem a pohyboval se patrně přímo v okruhu Gabriela z Verony, prvního českého provinčního vikáře. Působil jako kvardián františkánského konventu u sv. Ambrože v Praze (1467), současně byl jmenován definitorem českého františkánského-observantského vikariátu. Do této funkce je potvrdila řádová kapitula v Kozlí roku 1471, kde byl jmenován kvardiánem ve Znojmě. Český františkánský vikariát, jenž později získal status provincie, řídil jako provinční vikář v letech 1471–1474, 1477–1480 a 1486/1487. Do této funkce byl opakovaně vícekrát zvolen na řádových kapitulách. I v mezidobí a posléze se podílel na řízení českého vikariátu jako člen jeho čtyřčlenného definitora.
Papež Pavel II. jej nazval „apoštolem Čech“ pro jeho údajně úspěšný boj proti husitství. V roce 1477 proslovil v Norimberku německé kázání na citát z Listu Římanům (11, 33) dochované v soudobém kodexu obsahujícího mystické traktáty Eckharta a J. Taulera. Podobně jako další soudobí františkáni, například Gabriel Rangoni z Verony nebo o desetiletí později Jan Filipec, byl Pavel z Moravy motivován ziskem přízně panovníků pro františkánský řád, a tím zapojen do politického dění. Údajně podílel se roku 1479 podílel na olomoucké mírové smlouvě mezi Vladislavem Jagellonským a Matyášem Korvínem.  Svým kazatelským uměním působil zejména proti husitům a z pověření papežského legáta Rudolfa z Rüdesheimu měl takto připravovat křížovou výpravu pro husitům. V roce 1483 papež Sixtus IV. pozval Pavla z Moravy, tehdy brněnského kvardiána, do Říma, aby mu vzdělaný františkán vysvětlil situaci v Českém království po pražském utrakvistickém povstání a osobně jej informoval „de rebus Bohemiae“. Za své zásluhy byl roku 1490 jmenován touž hlavou katolické církve apoštolským (papežským) kazatelem. Měl se podílet na četných disputacích s husity a pikhardsky pojímanými tehdy za heretiky. Jeho údajně největší zásluhou jako „neúnavného a velmi ostrého bojovníka proti heretikům“ bylo roku 1486 spálení čtyř knih od lékaře Jiřího z Cilia odkazující na chyby kritiků církve, poté co je odsoudili teologové vídeňské univerzity.
Podílel se na obrácení Viléma II. z Pernštejna na katolickou víru roku 1490 v brněnském františkánském klášteře sv. Bernardina.
Je autorem apologického spisu Tractatus super communione Eucharistiae namířenému proti Janu Rokycanovi.
Jako svůj manuálník používal Pavel z Moravy kodex dochovaný v knihovním fondu chebských františkánů, kam si kromě opisů děl přepsal také vlastní korespondenci mj. pojednávající o studiích nebo politické situaci a adresované Matyáši Korvínovi nebo Janu Filipcovi.
Zemřel 19. března 1491 v později zaniklém konventu Sv. Bernardina v Brně, kde byl „pod převelkým kamenem“ také pohřben.